# Behbehan
Behbehan (perski: بهبهان) – miasto w Iranie, w ostanie Chuzestan. W 2011 roku miasto liczyło 107 412 mieszkańców.